# Camilo Vargas
Camilo Andrés Vargas Gil és un futbolista colombià que juga com a porter al Independiente Santa Fe a la categoría Primera A